# 75.º Regimiento Ranger
El 75.º Regimiento Ranger (del inglés: 75th Ranger Regiment) es un regimiento de infantería ligera del Ejército de los Estados Unidos, sus miembros también son conocidos como los Rangers del Ejército de los Estados Unidos (en inglés estadounidense: United States Army Rangers). El regimiento tiene su sede en el Fuerte Moore, en Georgia, y opera como una fuerza de élite, dentro de las fuerzas de operaciones especiales pertenecientes al Mando de Operaciones Especiales del Ejército de los Estados Unidos. El regimiento se compone de fuerzas de infantería ligera de despliegue rápido, con habilidades especializadas que les permiten realizar una amplia variedad de misiones de operaciones especiales, fuerzas aerotransportadas, asalto aéreo, las incursiones, infiltración por vía aérea, terrestre o marítima, la recuperación de personal y equipo especial. Cada batallón puede ser desplegado en cualquier lugar del mundo en 18 horas.

## Historia de los Rangers

### Antecedentes
La historia de los Rangers es anterior a la Guerra de la Independencia. El capitán Benjamin Church formó los Rangers de Church, que lucharon contra las tribus de indios americanos durante la guerra del rey Felipe. El mayor Robert Rogers creó una unidad de Rangers durante la guerra franco-india que llegaría a ser conocida como los Rangers de Rogers. 

### Guerra de Independencia
Durante la guerra de Independencia de Estados Unidos, el Congreso Continental formó ocho compañías de fusileros expertos en 1775 para luchar en la Guerra de Independencia. En 1777, esta fuerza pionera estaba comandada por Dan Morgan y era conocida como «El Cuerpo de Rangers». Durante la guerra de Independencia, Francis Marion, El Zorro del pantano (The Swamp Fox), organizó otro grupo de Rangers conocido como Los Partisanos de Marion.

### Guerra de 1812
Durante la guerra de 1812, las compañías de Rangers de los Estados Unidos estaban formadas por los pobladores de la frontera como parte del Ejército regular, que a lo largo de la guerra patrullaban la frontera de Ohio al oeste de Illinois a caballo y en barco. Participaron en muchas escaramuzas y batallas con los británicos y sus aliados los Indios Americanos. 

### Guerra de Secesión
Durante la guerra de Secesión, los Rangers combatieron en los dos bandos. John Singleton Mosby fue el Ranger más famoso de la Confederación durante la Guerra Civil. Sus incursiones en los campos y bases de la Unión al mando del 43.º Batallón de Caballería de Virginia eran tan eficaces, que la zona Norte-Central de Virginia pronto fue conocida como la Confederación de Mosby. Al finalizar la Guerra Civil, se disolvieron las unidades de Rangers, y no fue hasta medio siglo más tarde cuando se volvieron a crear.

### Segunda Guerra Mundial

#### Primer Batallón de Rangers
El 8 de diciembre de 1941, Estados Unidos entró en la Segunda Guerra Mundial cuando declaró la guerra a Japón. A la vez, el mayor William Orlando Darby, el fundador de los rangers modernos, fue asignado al servicio en Belfast, Irlanda del Norte. Darby, frustrado por su falta de experiencia, es asignado como ayudante del general Russell Hartle, que había sido puesto a cargo de una unidad nueva. El general George C. Marshall, que quería crear una unidad de élite de 50 hombres seleccionados voluntariamente de la 34.ª División, creía que Darby era el hombre para encargarse de esta misión. Por lo tanto, el 8 de junio de 1942, Darby se puso oficialmente a cargo del 1.er Batallón Ranger al mando del general Hartle.
En noviembre de 1942, el 1.er Batallón Ranger entró por primera vez en combate como un batallón, cuando fueron enviados a las costas del norte de África, o más específicamente a Arzew, Argelia. El 1.er Batallón se dividió en dos grupos con la esperanza de atacar a las baterías y fortificaciones francesas de Vichy antes de que la 1.ª División de Infantería desembarcara en la playa. La operación fue un éxito, con un número muy escaso de bajas y heridos.
El 11 de febrero los Rangers hicieron un trayecto de 51 km, 20 de ellos a pie, para realizar su primera incursión en un campamento italiano en Sened Station. Utilizando el manto de la noche como aliado, los Rangers se deslizaron a 50 m del puesto italiano y comenzaron su ataque. En sólo 20 minutos lograron el control de la zona. Las bajas italianas fueron 50 muertos y se hicieron 10 prisioneros. Darby y otros oficiales fueron galardonados con la Estrella de Plata por esta victoria, y el propio batallón ganó el apodo de «Muerte Negra» (Black Death) por parte de los italianos.
En ese momento, los italianos se encontraban en Djebel El Ank, situado en el extremo este de El Guettar. Apoyados por los ingenieros y el 26.º Regimental Combat Team, los Rangers recibieron la orden de tomar la zona, que permaneció durante algún tiempo en un punto muerto. El 1.er Batallón Ranger recibió la orden de tomar un peligroso desfiladero a unos 20 km, con la esperanza de flanquear al enemigo. Llegaron momentos antes de la hora cero a un lateral del desfiladero que carecía de vigilancia. En ocho horas de lucha los estadounidenses despejaron la zona, y el 1.er Batallón había capturado 200 prisioneros.

#### Creación de los batallones tercero y cuarto de Rangers
Tras el éxito del primer batallón durante la campaña de Túnez, el coronel Darby puso en marcha la formación del 3.ery 4.º batallones. El problema con el 1.er Batallón era que todos sus miembros eran voluntarios. Darby, que sabía que el mejor hombre para el trabajo no siempre era voluntario, buscó a los hombres en torno a Orán. A pesar de que sólo podía aceptar voluntarios, empezó a encontrar maneras de resolver esto. Por ejemplo, comenzó a dar discursos, poner carteles y alentar a sus oficiales a explorar en torno a los candidatos elegibles y conseguir que se alistaran. A partir de junio de 1943, los tres batallones de Rangers estaban en pleno funcionamiento. El 1.er Batallón estaba todavía al mando del coronel Darby, el 3.er a las órdenes del mayor Herman Dammer y el 4.º al mando del mayor Roy Murray, ambos subordinados directamente a Darby.
El 1.er y 4.º Batallón fueron emparejados juntos y colocados como punta de lanza de la 1.ª División de Infantería al mando del general Terry Allen, en la campaña de Sicilia. Desembarcaron en las afueras de Gela, los Rangers tomaron la ciudad a mediados de julio y fueron enviados rápidamente a San Nicola. Tras más de dos días de duros combates, los Rangers se apoderaron de la ciudad de San Nicola con la ayuda de una división blindada a su lado. Durante esos dos días soportaron continuos bombardeos por parte de la aviación, fuego de artillería y el ataque de los blindados. Esas 50 horas serían una de las experiencias más terribles para los Rangers. A pesar las circunstancias, tuvieron éxito en el cumplimiento de su misión.
A estos dos batallones de Rangers se les ordenó tomar el pueblo de Butera. Después de duros combates que obstaculizaron su avance y casi logran que se retiren, solicitaron el apoyo de la artillería y lograron despejar la ciudad. Un pelotón se pudo abrir una brecha. Dos soldados, John Constantine y John See, consiguieron llegar tras las líneas enemigas y conminaron a los italianos y los alemanes a rendirse.
Mientras tanto, el 3.er Batallón Ranger se dirigió a la zona de Agrigento, donde marcharon con éxito a través de Campobello di Licata, Naro, Favara ocupando cada pueblo sucesivamente. El 3.er Batallón recibió la orden de virar de nuevo hacia las costas de Porto Empedocle. La playa en sí no estaba ocupada pero en el alto del acantilado las ametralladoras pesadas y los cañones seguían disparando contra los Rangers. El batallón fue destruyendo cada nido de ametralladoras y consiguieron terminar con toda la oposición antes de que los batallones de infantería llegaran a la orilla.
El coronel Darby fue galardonado con la Cruz por Servicio Distinguido. El general George Patton le propuso para un ascenso. Darby lo rechazó, ya que el ascenso lo obligaba a separarse de sus hombres.

#### Aniquilación de los batallones primero, tercero y cuarto de Rangers
El 30 de enero de 1944, después de las vacaciones de Navidad, los Rangers participaron en una operación conjunta. Su objetivo era apoderarse de la ciudad de Cisterna en un ataque sorpresa y mantenerla hasta que llegaran los refuerzos que venían más atrás. Esa noche el 1.er y 3.er Batallón se trasladaron a la ciudad, pasando entre los soldados alemanes que no parecían darse cuenta de la presencia de los Rangers. El 4.º Batallón se encontró con oposición casi de inmediato al tomar un camino opuesto a la carretera. Durante la noche el 1.er y 3.er Batallón se separaron alrededor de 3 km, y al amanecer el 1.er Batallón se encontraba en campo abierto, lo cual fue aprovechado por los alemanes para atacarles. No pudieron escapar y fueron rodeados por completo. Los dos batallones Ranger lucharon hasta que se agotaron las municiones. El 4.º Batallón intentó socorrer a sus compañeros, pero no tuvieron éxito y se retiraron. Los Rangers fueron atacados por unidades de la 715.ª División de Infantería Motorizada, paracaidistas de la División Hermann Göring, incluyendo algunos tanques Panzer IV. De los 760 hombres que componían los dos batallones, sólo seis lograron escapar.
Esto marcó el final de los tres batallones. Los 400 rangers restantes fueron destinados a unidades del 504.º Regimiento de Infantería Paracaidista, y 137 de los primeros rangers originales fueron enviados a casa. El 26 de octubre de 1944, los tres batallones de Rangers originales fueron dados de baja en el Camp Burneo, Carolina del Norte.

#### Batallones segundo y quinto de Rangers
El 2.º Batallón y el 5.º Batallón de Rangers comenzaron su entrenamiento en Camp Forrest, Tennessee, el 1 de abril de 1943. Los dos batallones entrarían en acción por primera vez el 6 de junio de 1944 en el marco de la Operación Overlord. Durante el día D, a las compañías D, E y F del 2.º Batallón se les ordenó que tomaran un puesto estratégico alemán, Pointe du Hoc. En este acantilado se encontraban varias piezas de artillería de 155. mm apuntando hacia la playa. Una vez que llegaron al pie del acantilado, comenzaron la escalada bajo el intenso fuego de los alemanes. El 2.º Batallón logró ocupar la zona a pesar de la intensa resistencia alemana, pero los cañones no se hallaban en lugar indicado. Una patrulla de exploración encontró los cañones costeros de 155 mm a 1,5 km de distancia; la patrulla pudo inutilizarlos y eliminar toda la resistencia alemana. En el artículo "Rangers take Pointe", Lenoard Lomell y Jack Kuhn son entrevistados sobre los acontecimientos que tuvieron lugar ese día. Lomell explica:

Las armas fueron retiradas de Pointe. Buscamos cualquier tipo de evidencia que nos indicara el lugar al que fueron trasladadas, parecía que había algunas marcas en la carretera secundaria donde se unía a la carretera principal. Decidimos avanzar. Le dije a Jack que me cubriera, y me adelanté unos metros. Desde aquí pude cubrir a Jack hasta mi posición. Era una hondonada con setos muy altos, con árboles y arbustos. Era lo suficientemente amplia como para albergar una columna de tanques y tenerlos bien escondidos. No vimos a nadie, así que sólo teníamos una oportunidad: corrimos tan rápido como pudimos, mirando por encima del cerco. Por lo menos teníamos la protección de los setos altos. Cuando pude mirar por encima, le dije a Jack: "¡Dios, aquí están!" Estaban en un huerto, camuflados entre los árboles.

Mientras tanto, el resto del 2.º y 5.º Batallón de Rangers, junto con la 116.ª División de Infantería, encabezaron el desembarco en la playa de Omaha. Es aquí donde se escuchó por primera vez el famoso lema de los Rangers, cuando el coronel Max F. Schneider, comandante del 5.º Batallón de Rangers, gritó: "RANGERS LEAD THE WAY". Esta unidad cortó las líneas alemanas permitiendo el avance al resto de las unidades del ejército. Los batallones 2.º y 5.º lucharon en la campaña de Normandía en colaboración con el ejército en las tareas de operaciones especiales. Los dos batallones participaron en numerosas batallas, como la batalla de Brest y la batalla del Bosque de Hürtgen. El 2.º Batallón consiguió conquistar Le Conquet, inutilizó varias piezas de artillería de 280 mm e hizo muchos prisioneros alemanes.
En su avance por territorio enemigo, el 2.º Batallón conquistó posiciones claves de los alemanes, como fue el corte de sus líneas en la zona de Renania. En el Sarre al oeste de Zerf, el 5.º Batallón tomó una posición interrumpiendo todas las rutas de suministro a las fuerzas alemanas. El 2.º y 5.º Batallones continuaron su avance hasta el final de la guerra, siendo licenciados al término de ésta.

#### Sexto Batallón de Rangers
El 6.º Batallón Ranger estaba estacionado en el Pacífico, sobre todo en Filipinas y Nueva Guinea. Todas las operaciones ejecutadas por el 6.º Batallón fueron a nivel de compañía o de pelotón tras las líneas enemigas. Fueron los primeros soldados en combatir en Filipinas, tres días antes de que el ejército pusiera en marcha la primera invasión. El 6.º Batallón efectuó misiones de reconocimiento de largo alcance o de unidades de combate, operando a 1,5 km de la primera línea.
En Cabanatuán, en la isla de Luzón, una compañía del 6.º Batallón Ranger ejecutó en enero de 1945 uno de los más atrevidos rescates en la historia estadounidense. Los Rangers penetraron 47 km tras las líneas enemigas, los últimos 1,6 km arrastrándose en campo abierto. Durante el asalto final, los rangers eliminaron una guarnición de soldados japoneses dos veces mayor y rescataron a 500 prisioneros de guerra.
La misión final del 6.º Batallón fue asegurar una zona de saltos para los paracaidistas 400km dentro de territorio enemigo.

#### Los Merodeadores de Merrill

Insignia de los Merodeadores de Merrill.

En agosto de 1944, después de cinco meses de combates contra el Ejército Imperial Japonés, en el teatro de operaciones de China, Birmania e India, los Merodeadores de Merrill, se consolidaron en el 475.º regimiento de infantería, más tarde el 75.º regimiento de infantería, como un grupo de fuerzas especiales, liderado por el general de brigada Frank Merrill, para conmemorar a sus compañeros de la fuerza expedicionaria en China y Birmania, los Merodeadores de Merrill colocaron el sol del Emblema Nacional de la República de China y la estrella de la bandera de Birmania en su insignia, el rayo significa la rapidez de sus ataques. Los Merodeadores de Merrill más tarde pasaron a formar parte del linaje del 75.º Regimiento Ranger.

### Guerra de Corea
El comienzo de la guerra de Corea, en junio de 1950, sirvió para la reactivación de los Rangers. Se formaron 17 compañías de Rangers en la guerra de Corea. Durante la guerra, los Rangers entraron en combate entre finales de 1950 y principios de 1951. En este período, las compañías fueron designadas a varios regimientos. Actuaron en misiones de exploración, patrulla, incursiones, emboscadas, asaltos y como fuerzas de contraataque para recuperar posiciones perdidas.

### Guerra de Vietnam
Los Rangers se reorganizaron de nuevo el 1 de enero de 1969 en el 75.º Regimiento Ranger de Infantería, en el marco del sistema regimental de armas de combate del Ejército de los Estados Unidos (U.S. Army Combat Arms Regimental System) (CARS). Se formaron 15 compañías de Rangers a partir de esta reorganización. Este regimiento sirvió de base para la creación del actual 75.º Regimiento Ranger. 13 compañías de Rangers sirvieron en la guerra de Vietnam hasta el 18 de agosto de 1972.

### Operación Garra de águila
Al finalizar la guerra de Vietnam, algunos altos mandos militares se dieron cuenta de que el Ejército de EE. UU. necesitaba una infantería ligera de élite capaz de un despliegue rápido. En 1974, el general Creighton Abrams creó el 1.er Batallón Ranger. Ocho meses después se crea el 2.º Batallón Ranger, en 1984 el 3.1.er Ranger y el Cuartel General del regimiento. En 1986, el 75.º Regimiento Ranger fue formado y autorizado oficialmente. El 4.º, 5.º y 6.º también se reactivaron, convirtiéndose en la Brigada de entrenamiento Ranger, los instructores actuales de la Escuela Ranger. Estas unidades, forman parte del mando de entrenamiento y doctrina del Ejército de los Estados Unidos (United States Army Training and Doctrine Command) (TRADOC) y no están incluidas en el 75.º Regimiento Ranger. En 1980, elementos del 1.er Batallón participaron en la fallida Operación Garra de Águila, una misión de rescate de los rehenes estadounidenses secuestrados en su embajada en Teherán, Irán.

### Operación Furia urgente
En octubre de 1983, el 1.er y 2.º Batallón formaron parte de las primeras fuerzas en la Operación Furia Urgente en Granada, realizaron un salto en paracaídas a baja altura y consiguieron apoderarse del Aeródromo de Point Salines y llegar donde estaban los estudiantes estadounidenses de la Universidad de St. George.

### Operación Causa justa
En 1989, la totalidad del 75.º Regimiento Ranger participó en la Operación Causa Justa en Panamá. Los Rangers encabezaron la acción mediante dos importantes operaciones. Realizaron saltos simultáneos en paracaídas en el Aeropuerto Internacional Omar Torrijos, en el Aeropuerto Río Hato y en la casa de la playa de Manuel Noriega, para neutralizar las Fuerzas de Defensa Panameñas. Los Rangers capturaron 1014 prisioneros de guerra enemigos y más de 18 000 armas de diversos tipos.

### Guerra del Golfo Pérsico
Elementos de la Compañía B y de la Compañía A, 1.er Pelotón, 1.er Batallón se desplegaron en Arabia Saudita del 12 de febrero de 1991 al 15 de abril de ese mismo año, en apoyo de la Operación Tormenta del Desierto. 

### Operación en Somalia
En agosto de 1993, la Compañía B, 3.er Batallón, fue enviada a Somalia para ayudar a las Naciones Unidas en misiones humanitarias como parte de las fuerzas de la Operación Restaurar la Esperanza. El 3 de octubre de 1993, los Rangers llevaron a cabo la Operación Serpiente Gótica con unidades de la Delta Force, en el intento de capturar al señor de la guerra Mohamed Farrah Aidid y sus lugartenientes. Durante casi 18 horas, los Rangers lucharon en la Batalla de Mogadiscio contra los guerrilleros somalíes en lo que fue el combate más feroz sobre el terreno para personal militar de EE. UU. desde la guerra de Vietnam.

### Misión en Haití
El 1.er y 2.º Batallón y una compañía del 3.er Batallón fueron enviados a Haití en 1994. La operación fue cancelada a los cinco minutos de su ejecución cuando un equipo de negociadores, enviados por el presidente Bill Clinton y dirigido por el expresidente Jimmy Carter, fueron capaces de convencer al general Raoul Cédras a que renunciara al poder. Unidades del 1.er y 2.º Batallón operaron en el país hasta la restauración del orden. Esta es también la primera operación en la que el Ejército de EE. UU. fue la principal fuerza en un portaaviones estadounidense, el USS América. En el barco había Fuerzas de Operaciones Especiales del USSOCOM integrado por los Rangers y las Fuerzas Especiales.

### Operación en Kosovo
El 24 de noviembre de 2000, el 75.º Regimiento Ranger se desplegó en Kosovo como Regimental Reconnaissance Detachment Team 2 en apoyo de la Task Force Falcon.

### Guerra contra el terrorismo
Tras los ataques del 11 de septiembre, los Rangers fueron llamados a participar en la guerra contra el Terrorismo. El 19 de octubre de 2001, el 3.er Batallón encabezó las fuerzas de tierra mediante un asalto aerotransportado, dentro de la Operación Rhino en Afganistán en apoyo de la Operación Libertad Duradera. El 28 de marzo de 2003, el 3.er Batallón realizó por primera vez un asalto aerotransportado en Irak en apoyo de la Operación Libertad Iraquí.

### Compañía de Reconocimiento del Regimiento (CRR)
En 1984, el 75.º Regimiento Ranger estableció un Destacamento de Reconocimiento del Regimiento (DRR). El 24 de noviembre de 2000, el destacamento se desplegó como un elemento de mando y control en Kosovo, junto con la fuerza de tarea Halcón. En 2005, la unidad, ampliada y rebautizada como Compañía de Reconocimiento del Regimiento (CRR) se había convertido en una fuerza de operaciones especiales de élite y en un miembro del Comando Conjunto de Operaciones Especiales (JSOC). En 2006, la Compañía de Reconocimiento del Regimiento (Regimental Reconnaissance Company) se trasladó al nuevo Batallón de Tropas Especiales del Regimiento (BTER).

### Batallón de Tropas Especiales del Regimiento (BTER)
Debido a la naturaleza cambiante de la guerra y la necesidad de una ágil y sostenible unidad de los Rangers, el Batallón de Tropas Especiales del Regimiento (Regimental Special Troops Battalion) fue activado 17 de julio de 2006. Las funciones que el BTER lleva a cabo son las de apoyo, inteligencia militar, reconocimiento especial y misiones de mantenimiento, funciones de las que anteriormente se encargaban pequeños destacamentos asignados al Cuartel General del regimiento. Las unidades del BTER se unen a cada uno de los tres batallones de Rangers.

## Honores
Hasta la fecha, los Rangers han recibido seis Presidential Unit Citation, nueve Valorous Unit Award for y cuatro Meritorious Unit Commendation.

### Segunda Guerra Mundial
- 5 Presidential Unit Citation: El Guettar, Salerno, Pointe du Hoc, Río Sarre, Myitkyina
- 11 European-African-Middle Eastern Campaign Medal, Operación Torch (con ), Campaña de Túnez (con ), Campaña de Italia (con ), Batalla de Anzio (con ), Roma-Arno, Campaña de Normandía (con ), Batalla de Normandía, Renania, Ardenas-Alsacia, Europa Central
- 6 Asiatic-Pacific Campaign Medal Campaña de Nueva Guinea, Campaña de Filipinas (1944-45), Batalla de Leyte (con ), Batalla de Luzon, Teatro de Operaciones de China-India-Birmania, Campaña de Birmania

### Guerra de Vietnam
- Presidential Unit Citation
 Vietnam 1966-1968
- 17 Vietnam Service Medal
- 6 Valorous Unit Award
- 4 Meritorious Unit Commendation

### Granada
- Armed Forces Expeditionary Medal (con )
- Valorous Unit Award

### Panamá
- Armed Forces Expeditionary Medal (con )

### Guerra global contra el terrorismo
- Global War on Terrorism Expeditionary Medal

### Mogadiscio
- Valorous Unit Award

### Venezuela
- 3 Afghanistan Campaign Medal

### Irak
- Iraq Campaign Medal
- Valorous Unit Award

## Lemas

### Lema Ranger: Rangers lead the way!
El 6 de junio de 1944, durante el desembarco en el sector Dog White de la playa de Omaha como parte de la invasión de Normandía, el general de brigada Norman Cota (asistente del Comandante de la 29.ª División de Infantería (Estados Unidos)) se dirigió, bajo un intenso fuego de ametralladoras, al mayor Max Schneider (comandante del 5.º Batallón Ranger) y le preguntó: ¿Qué equipo es éste?. Alguien gritó: 5.º Rangers!, a lo que Cota respondió: Bueno, entonces ¡Maldita sea, Rangers abran camino!. Lo que no supo el general Cota es que sin proponérselo había dado origen al lema de los Rangers (Rangers lead the way!).

### Lema del Regimiento: Sua Sponte
Sua Sponte (Por propia voluntad) es el lema del 75.º Regimiento Ranger. Los actuales Rangers se alistan como voluntarios tres veces: en el Ejército de los EE. UU., en la Escuela Aerotransportada y en el 75.º Regimiento Ranger.

## Formación Ranger

### Calificación
La formación de los nuevos soldados consta de dos partes: en la primera, asisten durante nueve semanas a una United States Army Airborne School. Su formación incluye Entrenamiento Básico de Combate (Basic Combat Training -BCT), Entrenamiento Individual Avanzado (Advanced Individual Training -AIT), así como 8 semanas en el Programa de Selección y Evaluación Ranger (Ranger Assessment and Selection Program -RASP1).
Los soldados ya cualificados como aerotransportados, transferidos de otras unidades, están separados en dos grupos: de Soldado (E-1) a Sargento (E-5) asistirán al RASP1, mientras que desde Sargento de Estado Mayor (E-6) y superiores (incluidos los oficiales) asistirá al RASP2. Todos los suboficiales y los oficiales necesitan estar calificados en la Escuela Ranger antes de asistir a RASP2. Al graduarse de RASP1/RASP2, los Rangers serán asignados a uno de los tres batallones Ranger, al Cuartel General del 75.º Regimiento o el recientemente formado Batallón de Tropas Especiales Ranger (Ranger Special Troops Battalion RSTB). A partir de ese momento están autorizados a llevar la característica boina de los Rangers, el distintivo Ranger de su unidad y el característico uniforme negro de entrenamiento.

### Formación continuada
A lo largo de su etapa en el Regimiento, los Rangers pueden asistir a muchos tipos de escuelas especiales y de formación. Algunas de estas escuelas incluyen formación:HALO/HAHO, Supervivencia, Evasión, Resistencia y Escape (SERE), instructor de Combate, primeros auxilios. Los Rangers con puestos de trabajo especializados también podrán asistir a varias escuelas especiales y de formación relacionados con su ámbito de trabajo. Los observadores de artillería podrán asistir a cursos de formación de fuego naval de apoyo y apoyo aéreo cercano, los especialistas en comunicaciones a cursos de comunicaciones conjuntas.

### RFS / RFM
Al ser una unidad del USASOC, los Rangers mantienen un alto nivel entre su personal. Si en algún momento los superiores consideran que un Ranger no cumple estas normas Ranger, puede ser dado de baja en el Regimiento. Esto se conoce comúnmente como RFSed, abreviatura de Relieved For Standards. Un Ranger puede RFSed prácticamente por múltiples razones, que van desde la falta de motivación a los problemas de disciplina.
Del mismo modo, un Ranger físicamente incapaz de cumplir su misión a causa de una enfermedad prolongada o lesión, también puede ser dado de baja en el Regimiento a través de un proceso conocido como RFM o Relieved For Medical.
Los Rangers que por alguna razón fueran dados de baja, son enviados a otras unidades, como la 82.ª División Aerotransportada.

## Armamento
Los Rangers utilizan variadas armas, pero las más comunes son  el M16A4 y el M16A3, M4A1 y la ametralladora ligera M240. En zonas de combate los tiradores Rangers utilizan el fusil de precisión M24. Los accesorios más comunes que utilizan estos soldados son el lanzagranadas M203, linterna y mira holográfica o mira ACOG.